# Hugues Martin-Saint-Jean
Hugues Hélène Joseph Martin-Saint-Jean est un homme politique français né le 31 décembre 1766 à Villefranche-de-Lauragais (Haute-Garonne) et mort le 10 décembre 1850 à Castelnaudary (Aude).

## Biographie
Avocat, maire de Castelnaudary, il est député de l'Aude de 1807 à 1815.

## Sources
- « Hugues Martin-Saint-Jean », dans Adolphe Robert et Gaston Cougny, Dictionnaire des parlementaires français, Edgar Bourloton, 1889-1891 [détail de l’édition]